# Гран-Виа (Барселона)
Гран-Ви́а (кат. Gran Via de les Corts Catalanes, исп. Gran Via de las Cortes Catalanas) — одна из самых главных улиц (проспектов) в Барселоне; пересекает город в центральной его части. Протяжённость Гран-Виа составляет около 13,1 километра, что делает эту улицу самой длинной во всей Испании.

## Расположение
Улица (проспект) проходит через весь город, идёт с юго-запада на северо-восток. По ходу движения пересекает следующие площади: Площадь Испании, Университетскую площадь, площадь Тетуан и Пласа де лес Глориес Каталанес.